# Collegio elettorale di Belgioioso
Il collegio elettorale di Belgioioso è stato un collegio elettorale uninominale del Regno di Sardegna.

## Territorio
Il collegio era costituito dai comuni del mandamento di Belgioioso e da alcuni comuni a est del Naviglio Pavese del mandamento di Bereguardo (Carpignago, Giussago, Baselica Bologna e Turago Bordone). Nel 1861 fu unito al collegio di Corteolona.

## Dati elettorali
Nel collegio si svolsero votazioni solo per la VII legislatura.

### VII legislatura
Le votazioni si svolsero in 387 collegi uninominali a doppio turno. Come previsto dalla legge elettorale del 20 novembre 1859, era eletto al primo turno il candidato che «riunisce in suo favore più del terzo dei voti del total numero dei membri componenti il collegio e più della metà dei suffragi dati dai votanti presenti all'adunanza» (art. 91). Se nessun candidato era eletto, al ballottaggio tra i due candidati con più voti era eletto chi otteneva il maggior numero di voti (art. 92) o, in caso di ugual numero di voti, il maggiore d'età (art. 93).
| Partito                            | Partito                            | Candidato                          | Risultati 25 marzo 1860 | Risultati 25 marzo 1860 |
| Partito                            | Partito                            | Candidato                          | Voti                    | %                       |
| ---------------------------------- | ---------------------------------- | ---------------------------------- | ----------------------- | ----------------------- |
|                                    | —                                  | Ruggiero Bonghi                    | 188                     | 91,71                   |
|                                    | —                                  | Luigi Berretta                     | 10                      | 4,88                    |
|                                    | —                                  | Voti dispersi                      | 7                       | 3,41                    |
|                                    |                                    |                                    |                         |                         |
| Iscritti                           | Iscritti                           | Iscritti                           | 462                     | 100,00                  |
| ↳ Votanti (% su iscritti)          | ↳ Votanti (% su iscritti)          | ↳ Votanti (% su iscritti)          | 205                     | 44,37                   |
| ↳ Voti validi (% su votanti)       | ↳ Voti validi (% su votanti)       | ↳ Voti validi (% su votanti)       | 205                     | 100,00                  |
| ↳ Schede non valide (% su votanti) | ↳ Schede non valide (% su votanti) | ↳ Schede non valide (% su votanti) | 0                       | 0,00                    |
| ↳ Astenuti (% su iscritti)         | ↳ Astenuti (% su iscritti)         | ↳ Astenuti (% su iscritti)         | 257                     | 55,63                   |

Il deputato Bonghi cessò dalla carica il 9 novembre 1860 per nomina a impiego.